# José Chittooparambil
José Chittooparambil CMI (* 10. Dezember 1954 in Neeleswaram) ist Bischof von Rajkot. 

## Leben
José Chittooparambil trat der Ordensgemeinschaft der Carmelites of Mary Immaculate bei, legte am 5. Juni 1977 die Profess ab und empfing am 8. Mai 1985 die Priesterweihe. Papst Benedikt XVI. ernannte ihn am 16. Juli 2010 zum Bischof von Rajkot. 
Der Altbischof von Rajkot, Gregory Karotemprel CMI, weihte ihn am 11. September desselben Jahres zum Bischof; Mitkonsekratoren waren Stanislaus Fernandes S.J., Erzbischof von Gandhinagar, und Thomas Chakiath, Weihbischof in Ernakulam-Angamaly.